# Maelström II
Maelström II (anglicky „Maelstrom II“) je sci-fi povídka spisovatele Arthura C. Clarka, která česky vyšla poprvé ve sbírce Zpráva o třetí planetě roku 1982 a později také ve sbírce Devět miliard božích jmen.
Toto Clarkovo krátké literární dílo je přiznaně inspirováno povídkou Edgara Allana Poea Pád do Maelströmu.
V angličtině vyšla např. ve sbírce s názvem The Wind from the Sun.

## Obsah povídky
Cliff Leyland se rozhodne ušetřit peníze a cestuje z Měsíce na Zemi nákladním modulem namísto raketoplánem. Při startu však dojde k poruše, motory na moment vypadnou, což znamená, že modul nedosáhne únikové rychlosti. Cliff si je této vážné situace vědom. Znamená, že za pět hodin po obletu Měsíce dopadne na povrch.
Volá řídící letového střediska a sděluje Cliffovi, že může použít pomocné trysky, které by měly stačit na to, aby modul vytlačily na nízkou, ale přece jen oběžnou dráhu. Cliffovi se uleví, na pomocné motory zapomněl. Provede kontrolu startovacích obvodů a nadšení v mžiku vyprchne - ruční ani automatické zapalování těchto trysek nefunguje. Trocha paliva v nádržích, která by mu mohla zachránit život je tedy k ničemu. Leyland pozoruje úžasnou scenérii vycházející Země a požádá letové středisko, aby jej spojilo s jeho ženou Myrou v Africe. Informuje ji o situaci a než se s ní rozloučí, chce ještě slyšet děti. Jakmile je spojení přerušeno, emoce již nejdou potlačit a Cliffovi vstoupí slzy do očí.
Z reproduktoru se ozve nový hlas, jenž prozrazuje rozhodného a velmi schopného člověka. Ohlašuje se vedoucí záchranného oddílu sekce pilotovaných letů Van Kessel. Oznamuje Leylandovi, že přišli na způsob, jak by z této patálie mohl vyváznout živý. Je sice poněkud krkolomný, ale je to jediná šance. V aposeleniu (bodu největší vzdálenosti od Měsíce), kde bude mít modul nejnižší rychlost, by mu mělo stačit drobně změnit dráhu letu. Toho docílí tak, že vyskočí v kosmickém skafandru do volného prostoru. To by fyzikálně mělo vést k dosažení orbity. Leyland má přirozeně obavy z takového činu, ale Van Kessel nepřipouští diskuzi.
Jakmile se nákladní modul přiblíží k aposeleniu, Leyland si ke skafandru upevní lahvičku s měsíčním prachem, kterou slíbil přivézt synkovi, vyleze přechodovou komorou na trup, maximální silou se odrazí a vyskočí do prázdna, přesně podle instrukcí letového střediska.
Leyland je uchvácen tím, co vidí. Pozvolna rotuje a pozoruje Zemi v úplňku, záři zapadajícího Slunce, měsíční pohoří a spící osady na noční straně Měsíce. Před sebou má ale hlavní překážku – více než 1500 km dlouhé pohoří zvané Sovětský hřbet. Vzpomíná na své mládí, když se na něj díval na fotografiích. Nikdy by ho nenapadlo, že jednoho dne poletí proti němu rychlostí větší než vypálená kulka a bude čekat, jak rozhodne o jeho osudu.
Skalní stěna se již přiblížila a Cliff vidí, že jeho trajektorie je příliš nízká a že hřbet nepřeletí. Náhle asi 30 km před ním dojde k výbuchu a ve skalním masivu se otevře mezera právě pro jeho bezpečný průlet. Cliff chvíli nechápe, co se stalo, než mu dojde, že před ním celou dobu letěl opuštěný modul, který pohoří právě zasáhl. Je zachráněn.